# Assimiou Touré
Assimiou Touré (Sokodé, Togo, 1. siječnja 1988.) bivši je togoanski obrambeni igrač i nacionalni reprezentativac. Uz matičnu, igrač ima i njemačku putovnicu.

## Karijera

### Klupska karijera
Igrač se u dobi od 12 godina pridružio omladinskoj momčadi Bayer Leverkusena gdje je igrao do 2006. kada je prebačen u seniorski sastav. Za klub je debitirao 19. listopada 2006. u utakmici Kupa UEFA protiv Club Bruggea. Nakon tri dana igrač je odigrao svoju prvu bundesligašku utakmicu protiv HSV-a. To mu je bila jedina prvenstvena utakmica te sezone ali je nastupio u gotovo 30 utakmica Bayerove rezervne momčadi prije nego što je u kolovozu 2007. poslan na posudbu u VfL Osnabrück.
U novome klubu Assimiou Touré je odigrao malo utakmica zbog ozljede u susretu protiv St. Paulija koja ga je na duže vrijeme udaljila s terena.
1. siječnja 2010. njemački drugoligaš Arminia Bielefeld otkupljuje Touréa od Bayer Leverkusena te potpisuje s njime dvogodišnji ugovor. Igrač je za Arminiju debitirao protiv Duisburga te je odigrao samo prvo poluvrijeme.
2011. igrač napušta Arminiju te prelazi u niželigaša SV Babelsberg 03.

### Reprezentativna karijera
Nakon što je Touré početkom 2006. dobio njemačko državljanstvo, igrač je iste godine odigrao dvije utakmice za njemačku U18 reprezentaciju. Kasnije je odlučio da na seniorskoj razini želi igrati za Togo tako da je s reprezentacijom nastupio na Svjetskom prvenstvu u Njemačkoj 2006. Tamo je odigrao dvije od tri utakmice u skupini.
Od ostalih većih natjecanja tu je i Afrički Kup nacija 2010. gdje je Assimiou Touré uvršten na popis reprezentativaca, ali nakon napada autobusa s togoanskim igračima, nacionalna momčad se povukla s turnira.

## Vanjske poveznice
- Leverkusen who's who
- Profil igrača na Welt Fusball.de